# 飯塚オートレース場
飯塚オートレース場 （いいづかオートレースじょう） は、全国に5場あるオートレース場の1つで、福岡県飯塚市にある。施行者・土地建物ともに飯塚市で所有管理している。

## 概要
飯塚オートレース場は1957年（昭和32年）2月22日に開設された。開設当初は1周600mのダートコースで、現在の健幸スポーツ広場（旧:飯塚市陸上競技場）の場所でレースが行われていた。その後走路の舗装化のため1967年（昭和42年）10月6日に現在地へ移転している。
2007年2月22日に開設50周年を迎えた。飯塚市はこのレース場を「旧産炭地の発展を支えた"市の顔"」と位置付けており、赤字の公営競技を切り捨てようとしている他の自治体とは一線を画している。
2011年4月以降の開催からは、伊勢崎市の管理施行により重勝式車券（ランダム方式4連勝勝2連勝単式とセレクト方式5重勝単勝式）がオッズパークにて発売される。なお当場を対象とした発売は伊勢崎市の指定を受けた日のみとなり、4月28日から5月1日までの開催が初指定となる。
2013年度末に累積赤字が14億円に達したため、飯塚市は飯塚オートレース場の運営を2015年度から民間委託することを決定し、日本トーターが受託している。
2021年10月、1967年に現在地へ移転後初の大規模工事としてメインスタンドの建て替えを実施することになり、その一環として2022年2月から4月末まで本場開催は休止となった。
2025年6月21日、新メインスタンドオープン。

## ナイター・ミッドナイト

### ナイター競走
2005年8月20日 - 24日、GIダイヤモンドレースが同場初のナイター競走として開催が行われた。なお2005年のナイター競走開催はこのダイヤモンドレースのみであった。翌2006年はこれに加え、9月20日 - 24日にかけて行われた第10回オートレースグランプリもナイター競走として開催が行われ、オートレースにおいては初のナイター競走によるSG開催となった。2019年度より普通開催でも開催され、2020年度からは月1回の頻度で開催されている。

### ミッドナイト競走
2015年11月16日から18日まで、深夜帯のレースとして初の試みとなる『ミッドナイトオートレース』を初開催した。これはオートレースと同じくJKAが統括する競輪で行われている「ミッドナイト競輪」同様のもので、この開催では「8車6R制」で試験的に初日の第1R発走時間18時25分・最終第6R発走時間20時55分で、2・3日目の第1R発走時間21時00分・最終第6R発走時間23時30分でレースが行われた。また、無観客開催やネット投票のみの取り扱いも競輪同様で、競走車の車体には川口オートのナイター開催で採用されたナイター専用消音マフラーを装着する。なお2016年度は12月～2月を除き月1回の頻度で開催され、2017年度からは月1回の頻度で開催されている。2022年度より他場でのナイターとミッドナイトの同一日開催が可能となり、ナイター終了後の21時以降「7車6R制」で開催されている。

### 照明
既に公営競技でナイター競走導入を開始していた大井競馬場や伊勢崎オートレース場等と異なり、専用の照明設備を常備する形式は採らず、移動式照明車を計14台搬入の上、走路内外に配置する形で開催が行われた（2005年〜2020年7月まで。ただしメインスタンドには常設の照明もある）。この照明車は2011年1月から2016年まで久留米競輪場と共同使用しており、夏季-秋季の飯塚オートレース場の一部開催期間以外は久留米競輪場でナイター競走を実施する形となっていた。2020年10月、同年8月〜9月まで行われた走路改修に併せて、常設の照明装置に変更された。

## 中継
レースの中継は、CS放送・インターネット配信でしており、日中・ナイターのCS放送は、2020年4月より司会をAKI、実況を堂前英男、吉原完、加奈山翔、予想・解説を元選手の釜本和茂（22期、元飯塚所属）が担当している。2022年より、実況に野上敬介、ナッツ山本が加入。主要の実況担当がスケジュールの都合等で出演出来ない際は、代理として寺島啓太が実況を務める事がある。2020年3月まで、実況を宮本隆与、司会を内野久照が担当していた。
ミッドナイトオートレースのCS放送は、2019年4月より番組MCをAKI、実況・司会アシスタントを堂前英男、吉原完、加奈山翔（開催日によって担当が変わる）、予想・解説を釜本和茂が担当。2022年より実況に、ナッツ山本、野上敬介が加入。主要の実況担当がスケジュールの都合等で出演出来ない際は、代理として野村達也、寺島啓太が実況を務める事がある。2019年3月まで、実況を宮本隆与、司会を内野久照が担当していた。
インターネット配信によるミッドナイトオートの放送は、番組MCをめいちちゃん（藤川さやか、2021年6月より）が担当。また、2022年度よりこれまでニコニコ生放送「飯塚オートチャンネル」の配信から、YouTube「飯塚オートレース場公式チャンネル」での配信に変更された。過去には、番組MCをAKI（2017年4月～2019年3月）、内野久照（2019年4月～2022年1月）、飯塚オートイメージガール「勝利の女神」4代目のMITSUKI（2020年4月～2021年5月）、のげちん（野上敬介、2022年5月〜2023年3月）が担当、アシスタントを和田瞳（2019年4月～2020年3月）が担当していた。

## 場外車券売場
- オートレース川辺（鹿児島県南九州市川辺町神殿） - 2012年7月18日オープン[23]、2018年3月31日廃止[24]・競輪場外車券売場 - サテライト川辺を併設していた。
- オートレースきもつき（鹿児島県肝属郡肝付町富山1961-1） - 競輪場外車券売場サテライトきもつき内に2014年3月21日オープン[25]
- オートレースみぞべ（鹿児島県霧島市溝辺町有川字池田2356） - 競輪場外車券売場サテライトみぞべ内に2014年8月13日オープン[26]
- オートレース中洲※会員制（福岡県福岡市博多区中洲3-7-24） - 会員制競輪場外車券売場サテライト中洲内に2014年12月23日オープン[27]
- オートレース宮崎（宮崎県宮崎市大字広原4603） - 競輪場外車券売場サテライト宮崎内に2015年4月4日オープン[28]
- オートレース薩摩川内（鹿児島県薩摩川内市永利町784） - 競輪場外車券売場サテライト薩摩川内内に2016年4月16日オープン[29]
- オートレース三股（宮崎県北諸県郡三股町大字宮村字小鷹原2075-1） - 競輪場外車券売場サテライト三股内に2016年10月19日オープン[30]
- オートレース宇土（熊本県宇土市水町50-4） - 競輪場外車券売場サテライト宇土と2016年12月3日同時オープン[31]
- オートレース鹿児島（鹿児島県鹿児島市千日町13-26） - 競輪場外車券売場サテライト鹿児島内に2017年7月22日オープン[32]

## 交通
- 九州旅客鉄道（JR九州）福北ゆたか線（筑豊本線）浦田駅下車、徒歩10分。
- 飯塚バスターミナルより新飯塚駅経由で無料送迎バスあり（新飯塚駅より約5分）。
- 本場開催日は後藤寺バスセンター・田川伊田駅・山田・黒崎（宮田、直方駅）・大隈（桂川）の各方面より無料送迎バスあり。
- 九州自動車道八幡ICから車で約30分。

## トピックス
- 飯塚オートレース場のマスコットキャラクターとしてハチをモチーフにした「イービー」と、イービーがヘルメットを被り変身する同場のミッドナイトオートレースのマスコットキャラクター「ヤオビー」がいる[33]。
- 福岡海の中道大橋飲酒運転事故を受け、2006年10月4日より場内でのビール販売を中止している。車での来場者が圧倒的多数を占めるため、飲酒運転の危険性が高いと判断しての中止である。[要出典]
- 正面入口の上にある飯塚オート展示室があり、飯塚オートレース場の歴史を物語る数々の写真や、かつて飯塚のエースでありながらもレース中の不運な事故で他界した中村政信選手の愛車「トーマス」やヘルメット、勝負服が展示されている。
- 2009年2月17日、当節の出場選手に田中姓の選手が9人いたことから、田中姓のみ8選手による「田中選抜」というレースを実施した[34][35]。
- 2013年5月9日のナイター開催で、第12Rの発走直前に数十羽の鳥がコース内に飛来し、飛び回って対処できなかったことから、バードストライクを懸念してレースが中止となった。翌10日も第10R終了後に鳥の群れが飛来したため、走路側の照明を一旦全て落とし暗くすることで対処したが、再点灯に時間がかかったため第11Rが確定したのは午後9時直前となり、これ以上第12Rの発走時間を遅らせることができず2日連続で第12Rは中止となる。これにより当該レースの車券と、その日の重勝式投票は全て払い戻された[36]。
- 2017年4月からミーナ・＆ザ・グライダーの楽曲『AUTO RACE』がイメージソングとして採用された。リーダー倉掛英彰（HIDE）は、飯塚オートレース場のCMソングやファンファーレの作曲も手がけているが、2018年12月31日の「東スポWeb×オッズパーク杯深夜のダイヤモンド 年末決戦」優勝戦では、史上初となるエレキギターでのファンファーレが採用された。
- 2020年4月より、飯塚オート新テーマソングを4人兄妹のコーラス・ダンスグループ「bless4」の楽曲『GO!勝利へ』が採用された[37][38]。
- 2020年4月16日、JKAより同年4月25日から29日まで開催の「オッズパーク杯 SG第39回 オールスターオートレース」について、新型コロナウイルス感染拡大防止の観点からオートレースのSGとしては史上初の無観客開催として行われる事、当初予定していた昼間開催からオールスターオートレース史上初のナイター開催に変更する事を発表。ナイター開催に変更した理由は、無観客のためナイター開催の方が売り上げ増が見込めると判断した[39][40][注 3]。
- 2020年4月25日、「オッズパーク杯 SG第39回 オールスターオートレース」初日の第12レース「スターセレクション」にて、1回目の発走で佐藤摩弥に対しフライングの告知灯が灯ったが発走合図機に不具合があった事がわかり、一旦、選手を控え室に戻し15分ほど発走合図機が正常に作動されるかどうか確認。しかし、機器は直らず、20時51分、最終的に発走合図機不具合のためレースは不成立となった。12レースは全ての車券が返還された。佐藤のフライングは無効となり2日目以降も賞典出場の権利は残った[42][43][44]。

## オートとボートのコラボ
- ボートレース大村とのコラボレーションとして「レース市場」を2011年10月1日にオープンし、各マイルサービス会員向けの新特典として、ゲームによってゴールドもしくは市場マイルを貯め、それをアマゾンのギフト券や各レース場のマイルサービス、クーポン券（ロイヤル席無料等）と交換できるサービスを行なっていたが、2013年3月31日をもって終了した。

## 勝利の女神（イメージガール）
- 初代勝利の女神 MAMI（2008年 - 2011年3月）
- 2代目勝利の女神 KYOKO（2011年 - 2013年3月）
- 3代目勝利の女神 AKI（2013年4月 - 2018年3月）
- 4代目勝利の女神 MITSUKI（2020年4月 - 2022年）
- 5代目勝利の女神 RUKA（2022年4月 - 2025年3月31日）
- 6代目勝利の女神　KAREN　(2025年6月21日-